# Mode major

Escala de do major ascendent i descendent.

El mode major és un dels dos modes que formen el sistema tonal occidental. El mode major es considera més alegre i extravertit que el mode menor, més trist i nostàlgic.
L'escala major va tenir una importància central en la música occidental, particularment en el període de pràctica comuna i en la música popular.
A la música carnàtica, es coneix com a Sankarabharanam. A la música clàssica hindú, es coneix com a Bilaval.

## Descripció
La característica més distintiva del mode major és la tercera major que separa el primer grau (la tònica) del tercer grau de l'escala. Aquesta distància de dos tons complets (o quatre semitons) li dona al mode major el seu caràcter brillant i obert. D'altra banda, entre el tercer i el cinquè grau de l'escala es troba una tercera menor, la qual cosa contribueix al seu equilibri tonal.
En una escala musical major típica, els intervals es disposen de la manera següent: tònica (primer grau), segona major, tercera major, quarta justa, cinquena justa, sisena major, setena major, i després torna a la tònica, formant l'octava. El patró de tons i semitons en una escala major és: to, to, semitò, to, to, to, semitò. Aquest esquema es manté constant, independentment de la tonalitat en la qual es toqui l'escala.
El mode major ha estat utilitzat de manera predominant en la música clàssica, popular i contemporània. La seva sonoritat positiva ho fa ideal per a expressar emocions com l'alegria, l'esperança i la resolució. Al llarg de la història de la música occidental, el mode major ha estat la base d'innombrables obres i gèneres, des de la música coral i simfònica fins a les composicions populars i les cançons populars modernes.
A més del seu ús melòdic, el mode major també té una funció clau en l'harmonia i l'estructura tonal. Les progressions de concordes que es construeixen sobre una escala major, com els concordes de tònica, subdominant i dominant, són essencials per a la creació de la tensió i resolució en la música tonal. D'aquesta manera, el mode major no sols defineix les melodies, sinó que també forma la base sobre la qual s'organitzen les harmonies en la música tonal.

## Construcció de l'escala major

### Construcció de l'escala major de la notado
Aquí observarem els intervals que es mouen entre aquestes notes. Començarem analitzant l'interval que hi ha entre do i re: des del do al do sostingut, hi ha un semitò, i del do sostingut al re, hi ha un altre semitò. Dos semitons conformen un to sencer.
D'aquesta manera és possible analitzar tota l'escala major completa:
- do, re, mi, fa, sol, la, si, do
- to, to, semitò (entre el mi i el fa), to, to, to i semitò (entre el si i el do).

O el que vindria a ser el mateix:
- T T S T T T S (sent T: to; i S: semitò).[6]

Com es veu a continuació:
De la mateixa manera, per a construir l'escala major de re, s'ha d'utilitzar els mateixos intervals entre cada grau de l'escala, variant les notes perquè respectin aquests intervals:

### Construcció de l'escala major defa
És possible «construir» una escala major sobre qualsevol nota, simplement mantenint la seqüència de tons i semitons. Per exemple, per a fer una escala major a partir de la nota fa, es comença per la nota fa i es busca la nota següent:
- to: fa a sol
- to: sol a la
- semitò: la a si♭: en el tercer grau d'una escala més gran cal un semitò. Com que des del la fins al si hi ha un to sencer, caldrà baixar mig to la nota si (mitjançant el signe ♭, que correspon al bemol. També es podria pujar mig to el la mitjançant un sostingut (#), i s'obtindria el mateix resultat auditiu, però convencionalment la nota següent d'una escala no pot tenir el mateix nom que la nota anterior, per la qual cosa s'ha d'alterar la nota següent, que és el si ('Això s'anomena enharmonia).
- to: si♭ a do
- to: do a re
- to: re a mi
- semitò: mi a fa

L'escala de fa major està conformada per les següents notes:
fa, sol, la, si♭, do, re, mi, fa.

## Harmonia en el mode major
En el sistema tonal, generalment es formen acords per terceres sobre cada grau del mode major. Depenent del grau pel qual es comenci a construir l'acord, cadascun serà major, menor o disminuït i tindrà una funció específica.
- Partint sobre la tònica o primer grau, es formarà un acord major amb setena major. Aquest serà l'acord principal on es resoldran les tensions.

- Sobre el segon grau es formarà un acord menor amb setena menor. Aquest acord tindrà la funció de substitució de la subdominant o quart grau, generant una tensió menor a la de la dominant.

- Sobre el tercer grau es formarà un acord menor amb setena menor. Aquest acord tindrà la funció de substitució de la dominant o cinquè grau, generant la major tensió menor. Des d'aquest acord, generalment es passa al sisè grau, resolent la tensió generada.

- Sobre el quart grau es formarà un acord major amb setena major, el qual tindrà la funció de subdominant, generant una tensió menor a la de la dominant.

- Sobre el cinquè grau es formarà un acord major amb setena menor, el qual tindrà la funció de dominant, generant la major tensió. Des d'aquest acord o la seva substitució, el setè grau, generalment es passa a la tònica, resolent la tensió generada.

- Sobre el sisè grau es formarà un acord menor amb setena menor, el qual tindrà la funció de substitució de la tònica.

- Sobre el setè grau es formarà un acord disminuït amb setena menor, el qual compleix la funció de substitució de la dominant. Aquest acord generalment s'usa amb la setena disminuïda, sent aquest acord un producte de l'intercanvi modal amb el mode menor, generant encara més tensió.

## Escala major artificial
L'escala major artificial és una variació de l'escala major o mode jònic i es diferencia en el seu VI grau de l'escala que es troba disminuït un semitò.

### Estructura melòdica
L'estructura d'una escala major artificial és la següent:
T T ST T ST T1/2 ST
Com podem observar entre el V i VI grau de l'escala es produeix una segona menor i entre el VI i VII una segona augmentada. El semitò produït entre el cinquè i sisè grau produeix una major tendència cap a la dominant o cinquè grau de l'escala.

### Estructura harmònica
En modificar una nota de l'escala es produeixen canvis harmònics, com s'ha de notar aquí:
- I major
- II disminuït
- III menor
- IV menor
- V setena
- VI augmentat
- VII disminuït

La reducció del sisè grau de l'escala del mode major ens permet poder «manllevar» l'II i l'IV grau del mode paral·lela menor.

### Exemples en algunes tonalitats
- Do major artificial

Notes: do, re, mi, fa, sol, la♭, si, do.
Concordes: do major, re disminuït, mi menor, fa menor, sol major, la♭ augmentat, si disminuït
- Sol major artificial

Notes: sol, la, si, do, re, mi♭, fa#, sol
Concordes: sol major, la disminuït, si menor, do menor, re major, mi♭ augmentat, fa# disminuït
- Re♭ major artificial

Notes: re♭, mi♭, fa, sol♭, la♭, si♭♭, do, re♭.
Concordes: re♭ major, mi ♭ disminuït, fa menor, sol♭ menor, la♭ major, si♭♭ augmentat, do disminuït

### Modes relacionats
Dins de les escales diatòniques menors existeixen dos modes majors, que corresponen al quart i cinquè grau. El mode lidi és com l'escala major però la seva quarta ascendeix un semitò, mentre que el mode mixolidi descendeix la seva setena.
- Jònic: correspon al primer grau de l'escala major, és a dir és anàloga a l'escala major, la seva forma és: 1 2 3 4 5 6 7.
- Lidi: correspon al quart grau d'una escala major, la seva forma és: 1 2 3 ♯4 5 6 7.
- Mixolídia: correspon al cinquè grau d'una escala major, la seva forma és: 1 2 3 4 5 6 ♭7.

## Relació amb les claus principals
Si una peça musical (o part d'una peça musical) està en una tonalitat major, aleshores les notes de l'escala major corresponent es consideren notes diatòniques, mentre que les notes fora de la escala major es consideren notes cromàtiques. A més, l'armadura de la peça musical (o secció) generalment reflectirà les alteracions a l'escala major corresponent.
Per exemple, si una peça musical està en mi♭ major, aleshores els set tons de l'escala major de mi♭ (E♭, Fa, Sol, A♭, B♭, C i D) es consideren tons diatònics, i els altres cinc tons (E♮, F♯/G♭, A♮, B♮ i C♯/D♭) es consideren cromàtics trames. En aquest cas, l'armadura tindrà tres bemolls (B♭, E♭ i A♭).
La figura següent mostra les 12 tecles majors i menors relatives, amb les tecles majors a l'exterior i les tecles menors a l'interior disposades al voltant del cercle de quintes.
Els números dins del cercle mostren el nombre de sostinguts o bemolls de l'armadura, amb les tecles sostinguts en sentit horari, i les tecles bemolls en sentit contrari a les agulles del rellotge des de Do major (que no té sostinguts ni bemolls). La disposició circular depèn de l'enharmònic relacions en el cercle, normalment es calculen en sis sostinguts o bemolls per a les tonalitats majors de F♯ = G♭i D♯ = E♭ per a tecles menors. Set sostinguts o bemolls fan tonalitats majors (do♯ major o do♭ major) que es poden escriure més convenientment amb cinc bemolls o sostinguts (com re ♭ major o si major).